# Valerie Plame
Valerie Elise Plame Wilson (ur. 19 kwietnia 1963 w Anchorage) – amerykańska funkcjonariusz operacyjna Centralnej Agencji Wywiadowczej i autorka książek. Do 2003 r. była niejawną jej służba w CIA. Jej tożsamość została wyjawiona w artykule opublikowanym 14 lipca 2003 w The Washington Post przez publicystę o poglądach konserwatywnych Roberta Novaka. W wyniku publikacji artykułu wybuchł skandal polityczny trwający wiele lat, potocznie zwany sprawą Plame.

## Przed ujawnieniem
Urodziła się w bazie lotniczej Elmendorf Air Base w Anchorage na Alasce, jej ojciec Samuel Plame przeszedł na emeryturę w stopniu podpułkownika. Ma dyplom bachelor Uniwersytetu Stanowego Pennsylvanii oraz dwa dyplomy magistra (master): London School of Economics and Political Sciences oraz Kolegium Europejskiego w Brugii. Szkolenie CIA ukończyła w 1985 roku. Od 1990 roku pracowała pod przykryciem za granicą: najpierw w Atenach, później w Brukseli, Afryce i innych rejonach.

## Ujawnienie wywiadowczyni i oskarżenia o nepotyzm
Przeciek będący podstawą artykułu nastąpić miał w celu zdyskredytowania męża Plame, Josepha C. Wilsona IV, dyplomaty i byłego ambasadora amerykańskiego w państwach afrykańskich. Powodem miały być ustalenia Wilsona sprzeczne z oczekiwaniami politycznymi administracji George’a Walkera Busha.
Joseph Wilson IV był w lutym 2002 roku wysłannikiem CIA do Nigru, gdzie badał sprawę domniemanego zakupu uranu przez przedstawicieli Saddama Husajna. Bezpośrednio przed ujawnieniem funkcjonariuszki Valerie Plame, 4 lipca 2003 r. Wilson opublikował w dzienniku „New York Times” artykuł pt. What I Didn’t Find in Africa (ang. „Czego nie znalazłem w Afryce?”), w którym opisywał swą wizytę w Niamey, stolicy Nigru, w trakcie której uznał sprzedaż uranu Irakowi za wysoce nieprawdopodobną i krytykował administrację za przekazywanie mieszkańcom USA informacji fałszywych (dezinformacja). Wedle niewiele późniejszych publikacji prasowych, które miały być inspirowane przez wysokich urzędników administracji Prezydenta USA George’a Walkera Busha, Valerie Plame miała mieć wpływ na decyzję o powierzeniu jej mężowi misji w Niamey. Oskarżenie o nepotyzm miało podważyć wiarygodność J.C.Wilsona, który nie znalazł dowodów na zakup uranu przez Irak, o czym poinformował szefostwo CIA, a co zostało zignorowane przez amerykańską administrację, zmierzającą do wojny z Irakiem.

## Przeciek z Białego Domu i dochodzenie Departamentu Sprawiedliwości
Od końca 2003 roku trwało dochodzenie amerykańskiego Departamentu Sprawiedliwości mające ustalić, kto doprowadził do przecieku tożsamości V. Plame. Świadome ujawnienie tożsamości tajnego agenta jest przestępstwem w świetle amerykańskiego prawa. Prowadzący postępowanie specjalny prokurator Patrick Fitzgerald skierował akt oskarżenia przeciw byłemu szefowi gabinetu wiceprezydenta Dicka Cheneya, Lewisowi „Scooterowi” Libby’emu, który miał być jednym z wysokich rangą urzędników, będących autorami przecieku nazwiska Plame do prasy. W kręgu podejrzanych znalazł się też wpływowy doradca prezydenta Karl Rove. Ostatecznie jako źródło Novaka ujawnił się, pod wpływem reporterskiego śledztwa, zastępca sekretarza stanu Richard Armitage, co zostało potwierdzone przez autora tekstu. Niemniej według Novaka Armitage nie ujawnił pełnej skali przekazywanych przez siebie zarzutów wobec Josepha Wilsona i Valerie Plame.

## Popkultura
W 2007 roku ukazał się pamiętnik Valerie Plame pt. Fair Game: My Life as a Spy, My Betrayal by the White House. Wcześniej w 2004 roku sprawę w swojej biografii The Politics of Truth: Inside the Lies that Led to War and Betrayed My Wife’s CIA Identity: A Diplomat’s Memoir opisał mąż Valerie, Joseph C. Wilson IV.
W 2010 roku (w Polsce w 2011 r.) do kin wszedł thriller polityczny Uczciwa gra w reżyserii Douga Limana, oparty na obu biografiach.
W 2013 roku ukazała się pierwsza powieść szpiegowska napisana przez V.Plame Wilson razem z Sarą Lovett pt. Blowback. W następnym roku ukazała się kontynuacja przygód głównej bohaterki – agentki Vanessy Pierson – pt. Burned.